# フレデリック・ポンソンビー (第3代ベスバラ伯爵)

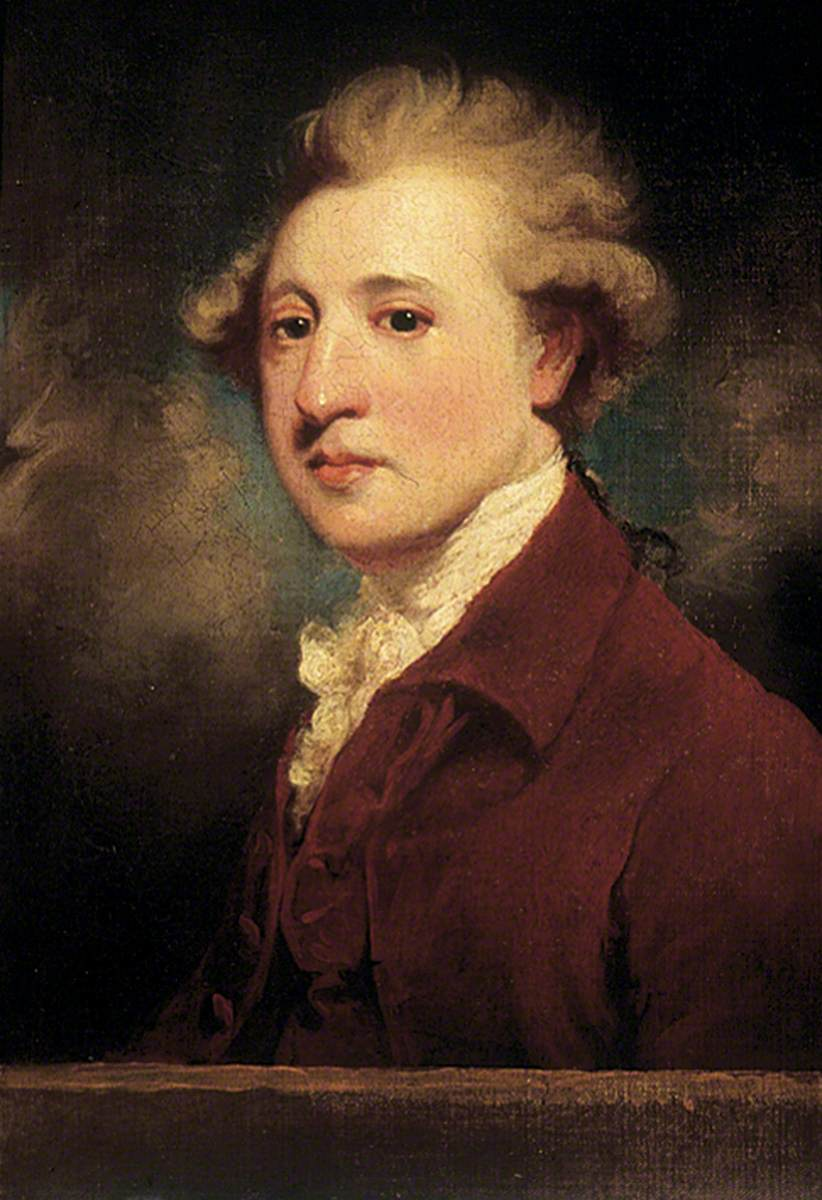
第3代ベスバラ伯爵

第3代ベスバラ伯爵フレデリック・ポンソンビー（英: Frederick Ponsonby, 3rd Earl of Bessborough、1758年1月24日 – 1844年2月3日）は、イギリスの貴族、政治家。ホイッグ党に属し、庶民院議員、下級海軍卿（Lord of the Admiralty）を務めた。襲爵以前はダンキャノン子爵の儀礼称号を使用した。

## 生涯
第2代ベスバラ伯爵ウィリアム・ポンソンビーと妻キャロライン（1719年5月22日 – 1760年1月20日、第3代デヴォンシャー公爵ウィリアム・キャヴェンディッシュの娘）の息子として、1758年1月24日に生まれ、2月21日にセント・メリルボーン教区教会で洗礼を受けた。『オックスフォード英国人名事典』は出生地をメリルボーンのキャヴェンディッシュ・スクエア1号と推測している。
家庭教師の教育を受けた後、1774年10月27日にオックスフォード大学クライスト・チャーチに入学、1777年4月22日にM.A.、1779年4月30日にD.C.L.の学位を修得した。その後、グランドツアーに出た。
1780年イギリス総選挙で母の実家であるデヴォンシャー公爵家の後援を受けてネアズバラ選挙区から出馬、無投票で当選した。1784年イギリス総選挙では選挙戦を経て再選、1790年イギリス総選挙では無投票で再選した。議会では1780年11月22日に初演説して、元庶民院議長フレッチャー・ノートンへの感謝動議に賛成した。1781年6月12日、チャールズ・ジェームズ・フォックスが提出したアメリカ独立戦争の継続に反対する動議への賛成演説をした。
第2次ロッキンガム侯爵内閣期の1782年4月から7月まで下級海軍卿（Lord of the Admiralty）を務め、フォックス＝ノース連立内閣期の1783年4月から12月まで再び下級海軍卿を務めた。1785年にホイッグ・クラブ（Whig Club）に加入した。以降もホイッグ党に同調する投票を続け、1792年12月時点でポートランド公爵派ホイッグ党に属するとされる。
1793年3月11日に父が死去すると、ベスバラ伯爵位を継承した。これにより27,000エーカーの領地を相続したが、インフレーションが続いた時期にもかかわらず借地契約がほとんど長期間にわたるものであり、インフレに伴う借地料上げができなかった。しかもベスバラ伯爵も伯爵夫人もギャンブル好きであり、1801年には伯爵家の絵画コレクションを手放すことを余儀なくされた。1810年にヘンリー・キャヴェンディッシュが死去して、その遺産から10万ポンドを得られたことでようやく財政難を脱した。
1794年にポートランド公爵が与党に転じてフランス革命戦争を支持すると、ベスバラ伯爵もそれに同調したが、アイルランド総督でベスバラ伯爵の姉の夫にあたる第4代フィッツウィリアム伯爵がアイルランドから召還されると再び野党に転じた。以降は穏健派野党の立場にあり、1800年合同法に反対した。
1806年から1807年にかけての挙国人材内閣では任官を辞退した。
1844年2月3日にドーセット州カンフォード・ハウス（Canford House）で死去、息子ジョン・ウィリアムが爵位を継承した。遺体ははじめカンフォードで埋葬されたが、後にグロスタシャーのハザロップに改葬された。

## 評価
『英国議会史』は第3代ベスバラ伯爵を「政治的重要性の低い人物」と評した。

## 家族と私生活
1780年11月27日、ヘンリエッタ・フランシス・スペンサー（1761年6月16日 – 1821年11月14日、初代スペンサー伯爵ジョン・スペンサーの娘）と結婚、3男1女をもうけた。
- ジョン・ウィリアム（1781年8月13日 – 1847年5月16日） - 第4代ベスバラ伯爵[1]
- フレデリック・キャヴェンディッシュ（英語版）（1783年7月6日 – 1837年1月11日） - 陸軍軍人、マルタ総督。1825年3月16日、エミリー・シャーロット・バサースト（Emily Charlotte Bathurst、1877年2月1日没、第3代バサースト伯爵ヘンリー・バサーストの娘）と結婚、子供あり[8]
- キャロライン（1785年11月13日 – 1828年1月26日） - 1805年6月3日、ウィリアム・ラム閣下（のちの第2代メルバーン子爵）と結婚、子供あり。2人は1824年ごろに別居した[9]
- ウィリアム・フランシス・スペンサー（英語版）（1787年7月31日 – 1855年5月16日） - 初代ド・モーリー男爵[10]

ホレス・ウォルポールの紹介を受けての結婚だったが、ウォルポールは1780年9月の手紙で「あれほど穏やかで愛想がよい人にファッションの女帝の妹、知恵の女神の娘を紹介すべきではなかった」と述べた。
2人の関係はよくないとされ、伯爵の母の弟の娘にあたるポートランド公爵夫人ドロシー・ベンティンクは伯爵が公の場で妻を叱ったと述べ、スペンサー伯爵家もベスバラ伯爵が夜遅くまで外にいて家に帰ろうとしないことを責めた。一方で伯爵夫人はリチャード・ブリンズリー・シェリダンと関係を持ち、1789年に伯爵に露見した。伯爵は離婚を検討したが、第5代デヴォンシャー公爵ウィリアム・キャヴェンディッシュの説得を受けて諦めた。ただし、伯爵夫人は1794年に今度はグランヴィル・ルーソン＝ゴア卿と不倫関係になり、庶子をもうけた。